# 제넷 매커디
제넷 매커디(Jennette McCurdy, 1992년 6월 26일 ~ )는 미국의 싱어송라이터, 영화 감독, 팟캐스터, 전직 배우이다. 8살부터 배우 활동을 시작했고, 니켈로디언 시트콤 《아이칼리》의 샘 퍼켓 역으로 잘 알려져 있다.